# Neurolepis nana
Neurolepis nana là một loài cỏ thuộc họ Poaceae.
Loài này chỉ có ở Ecuador.